# Pasquale Stanislao Mancini

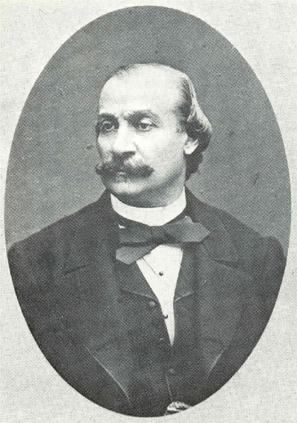
Pasquale Stanislao Mancini

Pasquale Stanislao Mancini (Castel Baronia, 17 de março de 1817 – Nápoles, 26 de dezembro de 1888) foi um político, jurista e professor italiano. Foi ministro da Instrução Pública (1862), da Justiça (1876) e dos Negócios Exteriores (1881) do Reino da Itália. 

## Obras

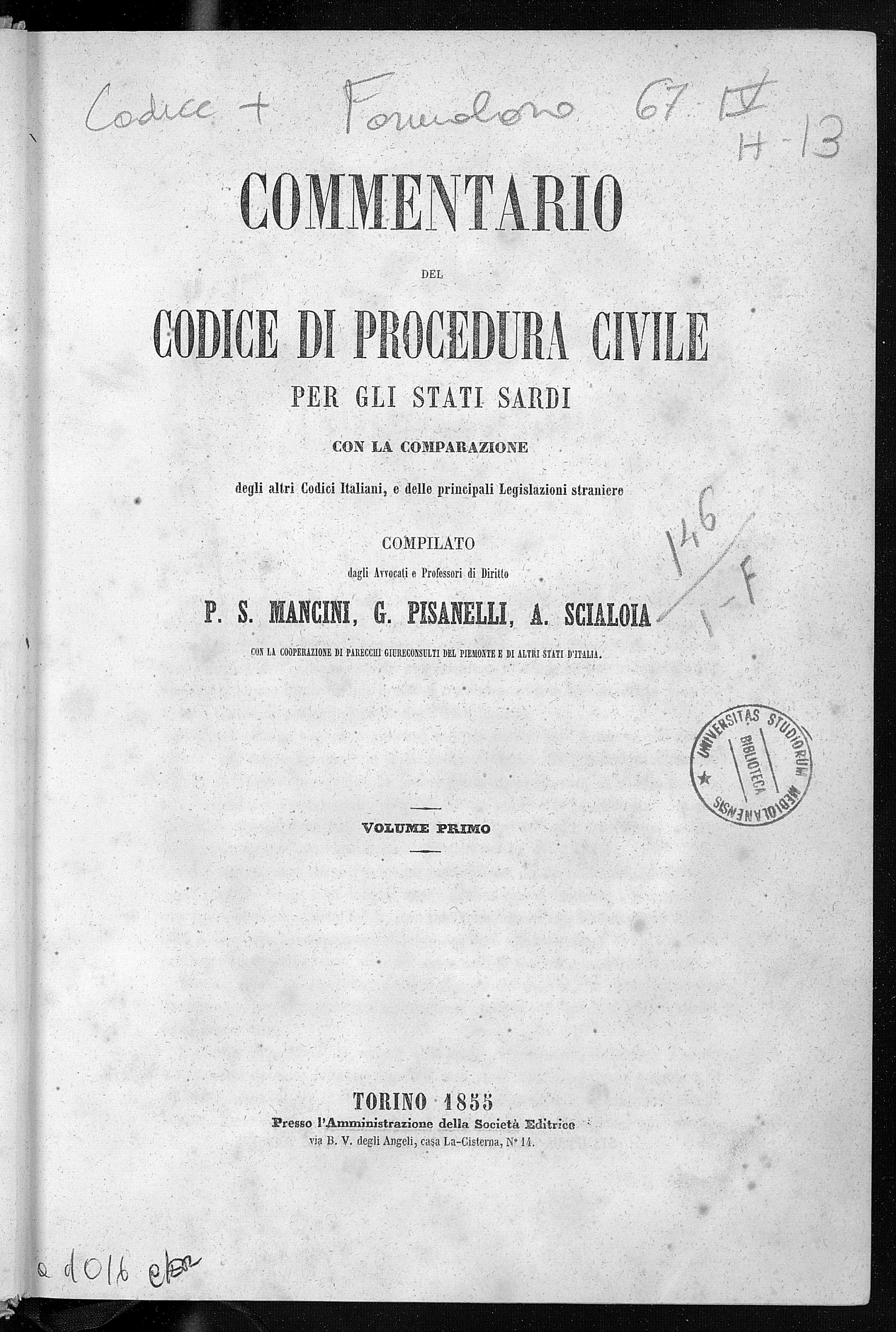
Commentario del Codice di procedura civile per gli Stati sardi, 1855

Influenciado pela obras de Giambattista Vico e de Hugo Grotius, publica, em 1873, o livro "Diritto Internazionale", no qual apresenta a sua teoria sobre a nacionalidade. 
A teoria de Pasquale Stanislao Mancini pode ser apresentada como a primeira contribuição sistematizada sobre o princípio das nacionalidades na nascente ciência do direito internacional do século XIX. Por ter sido elaborada durante o período imediatamente anterior à unificação política da península italiana através de escritos e conferências de um homem engajado não só na academia, mas também intimamente envolvido com o projeto político de construção de um novo Estado conduzido por Vittorio Emanuele II e Camilo Benso de Cavour, a obra sente a influência do fenômeno do Risorgimento.

Outras obras importantes foram:
- "L'Abolizione della Pena di Morte" (1873).
- "Sommi Lineamenti di una Storia Ideale della Penalità" (1874).
- "Della Vocazione del nostro Secolo per la Riforma e la Codificazione del Diritto delle Genti" (1874).
- "Questioni di Diritto" (1878),
- "Discorsi Parlamentari" (1893-97).

No Brasil, teve publicada a obra "Direito Internacional" (Unijuí,  coleção "Clássicos do Direito Internacional", 2003).